# 太田市立新田荘歴史資料館
太田市立新田荘歴史資料館（おおたしりつにったのしょうれきししりょうかん）は群馬県太田市にある博物館である。
旧名称は「東毛歴史資料館」（とうもうれきししりょうかん）。東毛広域市町村振興整備組合から新制太田市への移管に伴い改称し、新田荘・新田氏・新田義貞に特化した収蔵・展示方針に転換した。

## 所在地
- 群馬県太田市世良田町

## アクセス

### 自動車
- 関越自動車道・花園ICから約30分
- 東北自動車道・館林ICから約50分
- 北関東自動車道・伊勢崎ICから約20分

### 電車
- 東武伊勢崎線・世良田駅から徒歩約15分
- JR高崎線・深谷駅からタクシーで約20分